# Ciukci
I ciukci (singolare: ciukcio; in russo чукчи, čukči, in ciukcio ԓыгъоравэтԓьэт, оравэтԓьэт) sono una popolazione della Russia stanziata nella Siberia nord orientale, in particolare nel circondario autonomo della Čukotka.
I ciukci hanno i tipici caratteri culturali e anatomici paleosiberiani. Negli ultimi decenni, tra i ciukci si sta registrando un forte aumento della statura. Sono pescatori nomadi e alcuni gruppi praticano l'allevamento della renna; sono organizzati in clan endogamici a struttura patriarcale; fra le tradizioni ancora seguite il matrimonio per gruppi, il levirato e lo sciamanesimo; diffuso è anche il culto dell'orso. Tipiche dei ciukci sono le abitazioni seminterrate, le tende cilindro-coniche (chiamate jaranga), i kayak in pelle di foca, le slitte tirate da renne o cani, le corazze fatte con bacchette di legno e stecche d'osso.
Una delle attività importanti di questo popolo è la selezione del cane da slitta della Chukotka capostipite del husky siberiano.

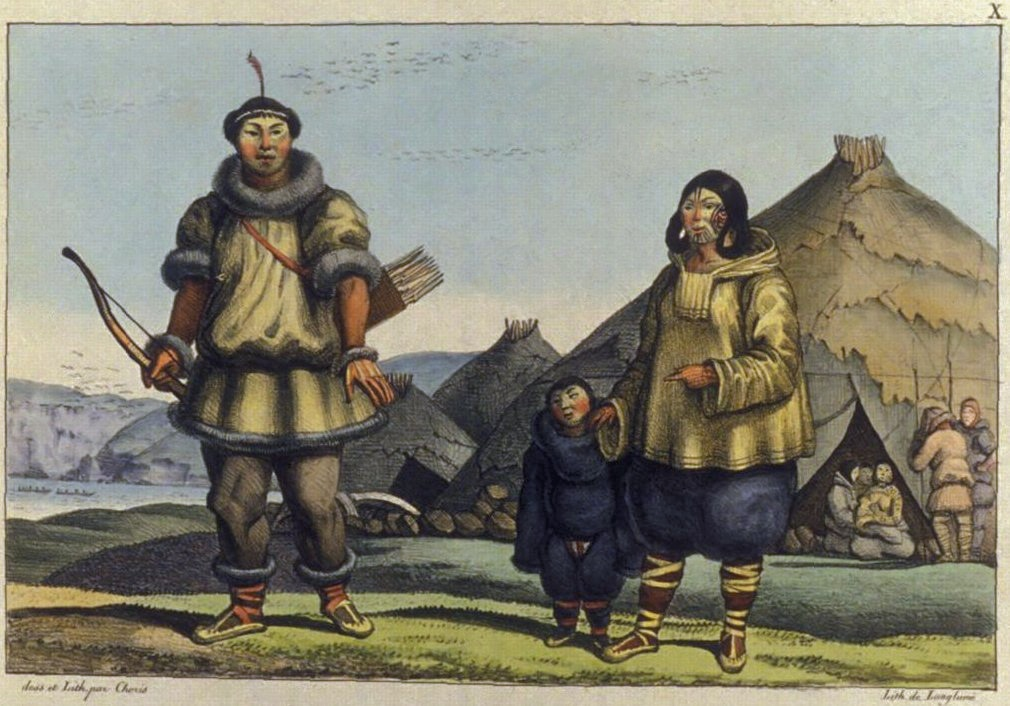
Ciukci

L'età media di questa popolazione è di poco superiore ai 40 anni. Uno dei fattori che causa questa alta mortalità è l'abuso di alcool, diffusosi a partire dagli anni dell'Unione Sovietica come conseguenza delle aumentate interazioni di queste comunità con il resto del paese, e che ha sostituito il precedente uso dell'amanita muscaria come sostanza di abuso.